# Scott Patterson (attore)
Scott Gordon-Patterson (Filadelfia, 11 settembre 1958) è un attore statunitense.

## Biografia
Nasce in Pennsylvania e, prima di diventare un attore, fece parte delle squadre di baseball New York Yankees, Los Angeles Dodgers, Atlanta Braves e Texas Rangers. Scott è meglio conosciuto per il suo ruolo di Luke Danes nella serie televisiva Una mamma per amica e di Gary Tolchuk in Aliens in America o come agente dell'FBI Strahm in Saw IV e Saw V. 
Nel 2010 è apparso in alcuni episodi della seconda stagione di 90210, interpretando il padre di Liam, che è appena uscito dal carcere e vuole riallacciare i rapporti con suo figlio. Nello stesso anno recita nella serie televisiva The Event, interpretando Michael Buchanan.

## Filmografia

### Cinema
- Ultimo fine: uccidere, regia di Charles T. Kanganis (1992)
- Il ritorno di Ironside, regia di Gary Nelson (1993)
- Un lavoro da grande, regia di Andrew Scheinman (1994)
- Saw IV, regia di Darren Lynn Bousman (2007)
- Saw V, regia di David Hackl (2008)
- Saw VI, regia di Kevin Greutert (2009)
- The Frankenstein Brothers, regia di Lee Roy Kunz (2012)
- L'amore a Natale, regia di Rachel Lee Goldenberg (2012)
- Meth Head, regia di Jane Clark (2013)
- Boys of Abu Ghraib, regia di Luke Moran (2014)
- Kidnapped: the Hannah Anderson story, regia di Peter Sullivan (2015)

### Televisione
- Alien Nation: Dark Horizon- film TV (1994)
- Seinfeld (7X09) (1995)
- Will & Grace (2x03) (1999)
- Una mamma per amica (Gilmore Girls) – serie TV (2000-2007)
- Soccer Girl - Un sogno in gioco- film TV (2007)
- Aliens in America- Serie TV (2007-2008)
- 90210- Serie TV (2x18- 2x19- 2x20)
- The Event- Serie TV (2010-2011)
- CSI: Miami- (10x5) (2011)
- Una mamma per amica - Di nuovo insieme (Gilmore Girls: A Year in the Life) - serie TV, 4 episodi (2016)

## Doppiatori italiani
- Stefano Benassi in Una mamma per amica, Una mamma per amica - Di nuovo insieme
- Francesco Prando in The Event
- Vittorio De Angelis in Aliens in America
- Sandro Acerbo in Saw IV, Saw V